# 1882
| 1882                                                  |
| ----------------------------------------------------- |
| Dødsfald - Fødsler                                    |
| • Begivenheder • Litteratur • Musik • Politik • Sport |

| Gregoriansk kalender | 1882 MDCCCLXXXII        |
| Ab urbe condita      | 2635                    |
| Armensk kalender     | 1331 ԹՎ ՌՅԼԱ            |
| Kinesiske kalender   | 4578 – 4579 辛巳 – 壬午 |
| Etiopisk kalender    | 1874 – 1875             |
| Jødisk kalender      | 5642 – 5643             |
| Hindukalendere       |                         |
| - Vikram Samvat      | 1937 – 1938             |
| - Shaka Samvat       | 1804 – 1805             |
| - Kali Yuga          | 4983 – 4984             |
| Iransk kalender      | 1260 – 1261             |
| Islamisk kalender    | 1299 – 1300             |

Konge i Danmark: Christian 9. 1863-1906
Se også 1882 (tal)

## Begivenheder

### Udateret
- Fodboldklubben Tottenham Hotspur stiftes under navnet Hotspur Football Club.
- Første andelsmejeri oprettes i Hjedding.
- Den tyske forsker Robert Koch opdager tuberkulosebacillen

### Januar
- 15. januar - Scala, København åbner, en forlystelsestempel med tesalon, restaurant og koncertsal

### Marts
- 2. marts - den britiske dronning Victoria udsættes for et attentatforsøg
- 24. marts - Videnskabsmanden Robert Koch meddeler at have fundet den bakterie, som forårsager tuberkulose

### Maj
- 20. maj – Tripelalliancen mellem Tyskland, Østrig-Ungarn og Italien etableres
- 22. maj - efter 10 års arbejde med at bore et 15 km langt hul åbner St. Gotthard tunnelen

### September
15. september - efter forudgående bombardement besætter britiske tropper Cairo, hvor khedivens magt genoprettes formelt. Reelt styres Egypten dog af den britiske generalkonsul.

### November
- 5. november – Brygger Carl Jacobsen åbner sin første lille skulpturudstilling for publikum. Senere vokser projektet og bliver til Ny Carlsberg Glyptotek
- 22. november – Rovmorderen Anders Nielsen "Sællænder" halshugges uden for Nakskov (den sidste offentlige henrettelse i Danmark, ti år før den sidste halshugning).
- 28. november – Fredrik Bajer opretter "Foreningen til Dansk neutralisering" ( Dansk Fredsforening).

## Født
- 18. januar - Alan Alexander Milne, britisk forfatter (død 1956).
- 30. januar – Franklin Delano Roosevelt, amerikansk præsident (død 1945).
- 2. februar – James Joyce, irsk forfatter til bl.a. Ulysses (død 1941).
- 15. februar – Sigurd Jacobsen, dansk overretssagfører, der bragte wienerbørnene til Danmark (død 1948).
- 12. marts – Carlos Blanco Galindo, 32. Bolivias præsidenter (død 1943).
- 13. marts – Johannes Tidemand-Dal, dansk arkitekt (død 1961).
- 11. april – Ellen Aggerholm, dansk skuespillerinde (død 1963).
- 17. april -  Nic. Blædel, dansk journalist og forfatter (død 1943).
- 20. maj – Sigrid Undset, norsk forfatter (Kristin Lavransdatter) (død 1949).
- 17. juni – Igor Stravinsky, russisk-fransk-amerikansk komponist (død 1971).
- 8. juli – Percy Grainger, australsk-amerikansk komponist og pianist (død 1961).
- 22. juli – Edward Hopper, amerikansk kunstmaler (død 1967)
- 16. august – Christian Mortensen, dansk-amerikaner, blev verdens anerkendt ældste mand på 115 år og 252 dage (død 1998).
- 16. september - Freda Du Faur, australsk bjergbestiger (død 1935).
- 19. september – Storm P, dansk maler, forfatter, skuespiller og opfinder (død 1949).
- 30. september – Hans Geiger, tysk fysiker (død 1945).
- 3. oktober – Karol Szymanowski, polsk komponist (død 1937).
- 26. november – Kai Nielsen, dansk skulptør (død 1924).
- 28. december – Arthur Stanley Eddington, engelsk astronom og astrofysiker (død 1944).

## Dødsfald
- 24. marts – Henry Wadsworth Longfellow, amerikansk digter.
- 3. april – Jesse James, amerikansk wild-west-bandit (myrdet).
- 27. april – Ralph Waldo Emerson, amerikansk filosof.
- 19. april – Charles Darwin, engelsk naturhistoriker.
- 1. maj – William Wain, engelsk-født dansk ingeniør og maskinfabrikant (født 1819).
- 2. juni – Giuseppe Garibaldi, italiensk frihedshelt
- 27. december – Giovanni Losi, italiensk katolsk missionær. (født 1838).

## Musik
- 20. august - Tjajkovskijs 1812-ouverture uropføres i Moskva.